# Phyllanthus minutifolius
Phyllanthus minutifolius är en emblikaväxtart som beskrevs av Eugene Jablonszky. Phyllanthus minutifolius ingår i släktet Phyllanthus och familjen emblikaväxter. Inga underarter finns listade i Catalogue of Life.